# Henschel Hs 132
Henschel Hs 132 – niemiecki bombowiec nurkujący z czasów II wojny światowej.
Wersje samolotu Hs 132:
- Hs 132 A
- Hs 132 B
- Hs 132 C